# Joachim Lätsch
Joachim Lätsch (Dresda, 5 maggio 1956) è un attore tedesco.

## Biografia
Ha studiato recitazione presso l'Università degli studi di Arte Drammatica "Ernst Busch" di Berlino diplomandosi nel 1982. Oltre al tedesco, Joachim Lätsch parla anche inglese e russo.
Dal dicembre 2007 fino all'aprile 2023 ha recitato nella soap opera tedesca Tempesta d'amore (Sturm der Liebe) nel ruolo di André Konopka. In precedenza è apparso in numerose produzioni televisive e cinematografiche, tra cui il film Eroi come noi (Helden wie wir) dove ha interpretato l'agente della Stasi Golasch, e nelle serie televisive SOKO Wismar, Tatort - Criminalità, Polizeiruf 110 e Praxis Bülowbogen.

## Filmografia
- Fariaho (1983)
- La donna e lo straniero (Die Frau und der Fremde) (1985)
- Melanios letzte Liebe (1988)
- Fallada – letztes Kapitel (1988)
- Felix und der Wolf (1988)
- Über die Grenzen (1990)
- Polizeiruf 110 – serie TV, 3 episodi (1990-1991)
- Neben der Zeit (1995)
- Eroi come noi (Helden wie wir) – film TV (1999)
- Herzdammen (2006)
- Zeit der Fische (2007)
- Am Ende kommen Touristen (2007)
- Tempesta d'amore (Sturm der Liebe) – serial TV, 3207 puntate (2007-2023)